# La Boissière-École
La Boissière-École – miejscowość i gmina we Francji, w regionie Île-de-France, w departamencie Yvelines.
Według danych na rok 1990 gminę zamieszkiwało 655 osób, a gęstość zaludnienia wynosiła 26 osób/km² (wśród 1287 gmin regionu Île-de-France La Boissière-École plasuje się na 736. miejscu pod względem liczby ludności, natomiast pod względem powierzchni na miejscu 40.).